# Власова, Ольга Михайловна
О́льга Миха́йловна Вла́сова (род. 26 мая 1947, Молотов) — российский искусствовед, исследователь пермской деревянной скульптуры, доктор искусствоведения (2013), заслуженный работник культуры РФ (1993), член Союза художников России (1989).

## Биография
Родилась в семье литературоведа М. Ф. Власова. Окончила школу с золотой медалью (1965) и искусствоведческое отделение исторического факультета МГУ им. М. В. Ломоносова (1971). С 1973 по 2008 год возглавляла отдел отечественного искусства Пермской государственной художественной галереи.
С 1993 года преподаёт в Уральском филиале РАЖВиЗ Ильи Глазунова (г. Пермь), с 2014 года профессор кафедры живописи и композиции.
Супруг — Александр Владимирович Доминяк (род. 1936), кандидат искусствоведения. Дочери: Екатерина (род. 1972) — филолог, психолог, Анна (род.1972) — кандидат искусствоведения.

## Научная деятельность
Сфера научных интересов: пермская деревянная скульптура, строгановская иконопись, строгановское золотое шитьё, современное искусство Перми и Прикамья.
Кандидатская диссертация по теме «Храмовая скульптура Пермского региона» (2003, научный руководитель А. В. Рындина), докторская диссертация по теме «Резные иконостасы и храмовая скульптура Прикамья XVIII — начала XX века» (2013).
Автор более 300 научных и научно-популярных статей о пермской скульптуре. Выпустила несколько монографий. В 2013 году под её авторством вышел первый полный каталог коллекции пермской деревянной скульптуры. О. М. Власова является автором-составителем книг о пермских художниках: И. С. Борисове, О. Д. Коровине, В. Ф. Кузине, П. А. Оборине, А. И. Репине, К. М. Собакине, В. И. Дудине, А. Н. Тумбасове, Л. И. Перевалове.

## Основные работы
- Художник П. И. Субботин-Пермяк. — Пермь, 1990. — 117 с., ил.
- Пермская деревянная скульптура: между Востоком и Западом. — Пермь: Книжный мир, 2010. — 150 с., ил.
- Резные иконостасы Прикамья. — Пермь: издатель И. В. Красносельских, 2012. — 202 с., ил.
- Храмовая скульптура Прикамья / каталог собрания Пермской государственной художественной галереи. — Пермь, 2011.
- Космическое пространство пейзажа. Александр Репин: Альбом / Авт.-сост. О. М. Власова. — Пермь: АСТЕР, 2015. [Прикамье. Древо искусств]. — 152 с.
- Пермская деревянная скульптура: Каталог-альбом / Сост. [статья, комментарии] Власова О. М. — Пермь: Кн. изд-во, 1985.
- Пермская деревянная скульптура конца XVII — начала XX века. Коллекция Пермской государственной художественной галереи / Авт.-сост. О. М. Власова. — М.: Арт-Волхонка, 2013. — 440 с., ил.
- Творить материю холста… Петр Оборин / Авт.-сост. О. М. Власова. — Пермь: АСТЕР, 2017. [Прикамье. Древо искусств]. — 150 с.
- Художник-летописец Анатолий Тумбасов / Авт.-сост. О. М. Власова. — Пермь: АСТЕР, 2016. [Прикамье. Древо искусств]. — 152 с.